# Богдановка (Драбовский район)

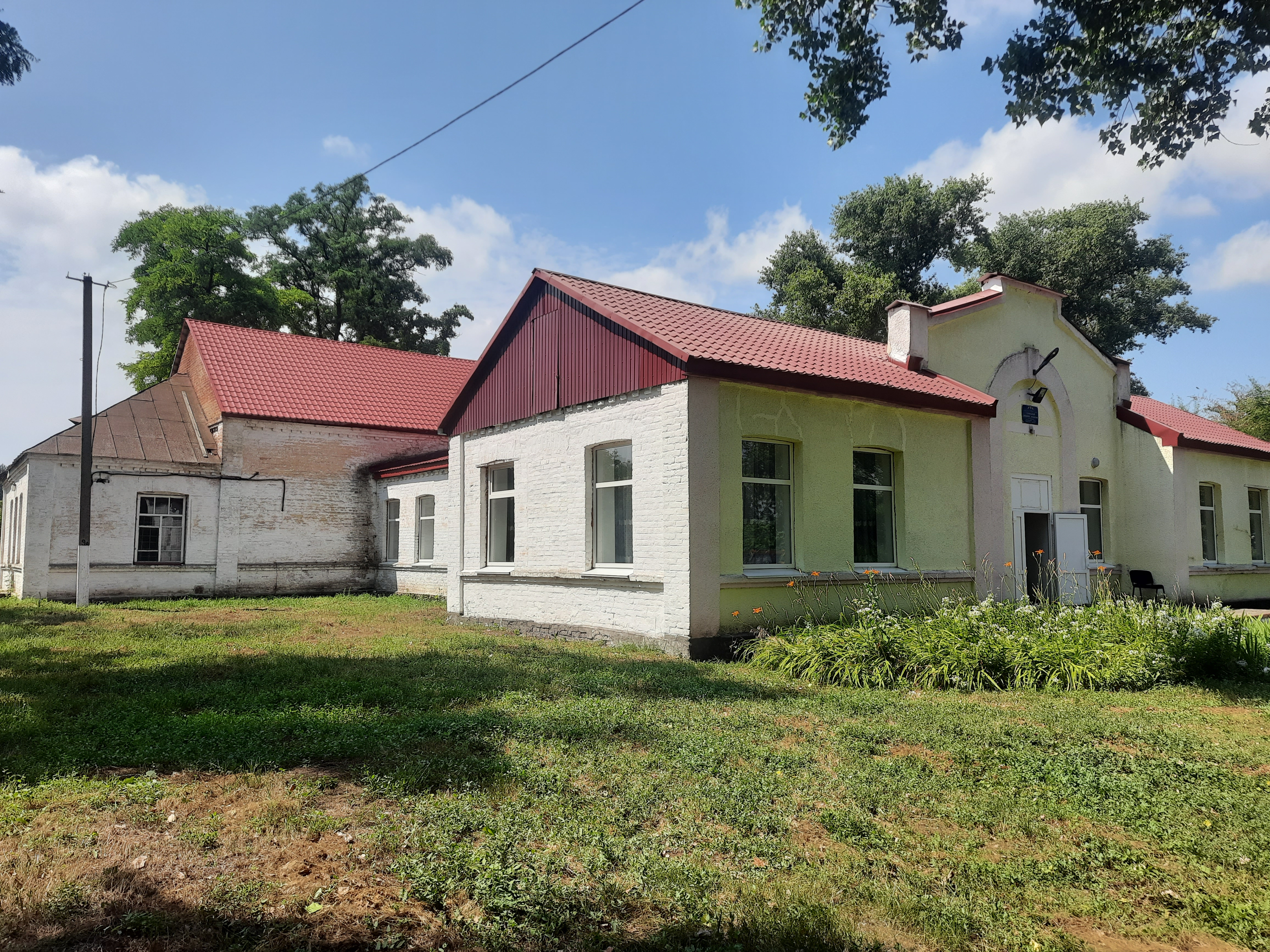
Дом культуры в селе Богдановка

Богдановка (укр. Богданівка, до 2016 г. — Ленинское) — село в Зоревской сельской общине Золотоношского района Черкасской области Украины.
Население по переписи 2001 года составляло 356 человек. Почтовый индекс — 19852. Телефонный код — 4738.

## История
- С 1990 по 2015 носило название Ленинское, после 2015 — Богдановка.
- До 1990 года поселок свх. Красеновка Вторая[2] (Радгоспное[3]), на этих местах до Октября было 2 хутора Белущенко[4] и Каптиста[5] которые скорее всего были раскулачены (совхозы создавались на свободной от владельцев земле)

До административно-территориальной реформы 2020 года входило в состав Драбовского района Черкасской области.